# Hadali, Nargund
Hadali là một làng thuộc tehsil Nargund, huyện Gadag, bang Karnataka, Ấn Độ.